# المسيكتاب
المسيكتاب قرية سودانية، تقع في ولاية نهر النيل شمال السودان، وهي من القرى السودانية العريقة الممتدة شمال مدينة شندي. وتبعد عنها حوالي خمسة كيلومترات. وتمتد عراقتها وأصالتها في تاريخ المنطقة. وسكانها من قبيلة الجعليين الذين ينتسبون إلى العباس بن عبد المطلب. استقرت مجموعة المسيكتاب في مكانها الحالي نتيجة هجرات داخلية في بداية القرن التاسع عشر.

## التسمية
أما الاسم المسيكتاب فقد جاء من جزيرة مسك الكيت الموجودة قرب شلال السبلوقة في الحدود الجنوبية لولاية نهر النيل.
المناطق التي يوجد فيها أهالي المسيكتاب:
المسيكتاب جنوب – والمسيكتاب شمال - وأربجي – والدوينيب  - والعمارة طه – والعيكورة – وعمارة ابيد – والحقنه – والحلفاية - وهذه المناطق كل سكانها مسيكتابيي الأصل من نسل (الفكي حسين).
شاركت المسيكتاب مع المك نمر في حريق الباشا المغرور إسماعيل. كما شاركوا مع المهدية في الجهاد ضد الإنجليز. ومن أشهر شهدائها البطل (أحمد حمدون) الذي استشهد في عطبرة على يد الإنجليز، وقيل عن فراسته أنه زحف نحو الإنجليزي الذي أطلق عليه النار وأمسك به حتى قتله ثم مات بعدها، كما دمروا الحامية في عهد غردون بقيادة صالح المكفب.
وقد كان أهل المسيكتاب يستوطنون في منطقة الفتراب قرب شندي وتفرقوا بعد حرب محمود ود أحمد فعاشوا في منطقتهم الحالية المسيكتاب شمال. ولهم خمس قرى رئيسية هي: العشرة ثم بئر الشريف وبانت والقوز وحلة الشيخ ويسكنها فرع العمراب من المسيكتاب.
أما أهل المسيكتاب جنوب فمنهم من رحل إلى منطقة حجر العسل والسبلوقة الشلال السادس كما ذهب بعضهم إلى أم درمان وأربجي وغيرها من قرى الجزيرة.

## أعلام منطقة المسيكتاب
- الخواض الشيخ العقاد، أستاذ وعميد كلية القانون جامعة شندي سابقاً والقاضي بالمحاكم السودانية
- الطيب علي القاضي - عميد بجامعة شندي
- الشيخ عبد الرحيم عبد الله إمام وخطيب مسجد شندي الكبير
- سعاد عبد الرازق - وزيرة التربية والتعليم سابقا
- محمد حسن الحضري - وزير دولة بوزارة السدود سابقا